# 地方税回収機構
地方税回収機構（ちほうぜいかいしゅうきこう）とは、複数の地方自治体により設立される一部事務組合または広域連合。地方税滞納整理機構（ちほうぜいたいのうせいりきこう）、地方税機構（ちほうぜいきこう）などの名称を用いる機関もある。
法人格を持たない任意組織として設立される場合もある。この場合には、機構等に派遣された職員は相互に参加市町村の徴税吏員に任命（併任）されることとなる。
地方自治体は地方税の回収が困難と判断した案件について徴税業務を移管することができる。

## 背景
従来の市町村単独での回収には、以下のような困難点があった。
- 多くの市町村では専任の職員を置けず、人事異動により徴税ノウハウが引き継がれない
- 地域的しがらみにより、滞納処分（差押や捜索など）が困難
- 悪質な場合は行政対象暴力が絡み、経験者のアドバイスが求められる

この問題の打破のため、これまでも複数市町村にまたがる滞納整理組織が存在したが、2001年に初の全県滞納整理機構として茨城租税債権管理機構が設立された。任意組織としては2005年の香川滞納整理推進機構が嚆矢となった。
また、2007年には国から地方への税源移譲があり、地方自治体の未収税額に占める個人住民税の割合が増大したため、個人住民税の賦課徴収を市町村に委託している都道府県の主導により同様の滞納整理機構の設立が全国で相次いでいる。

## 課題点
滞納整理機構の課題点として、滞納処分を機構に丸投げすることにより、個々の自治体における徴税への意識が希薄化することが挙げられる。
そのため一部の都道府県では、あえて機構を設けず、都道府県の徴税機関（都道府県税事務所）へ圏域の市町村職員を派遣し相互に事務を行っている。この場合、都道府県及び市町村職員は、都道府県及び市町村から相互に任命（相互併任）されることが多い。

## 機構等一覧
- 北海道・東北
  - 渡島・檜山地方税滞納整理機構 　※一部事務組合　2004年4月1日設立
  - 釧路・根室広域地方税滞納整理機構　※一部事務組合　2007年4月1日設立
  - 十勝圏複合事務組合 十勝市町村税滞納整理機構　※一部事務組合　2007年4月1日設立
  - 日高管内地方税滞納整理機構　※一部事務組合　2007年4月1日設立
  - 後志広域連合（税務課）　※広域連合　2007年4月24日設立
  - 上川広域滞納整理機構　※一部事務組合　2009年2月23日設立（同年4月1日業務開始）
  - 青森県市町村税滞納整理機構（青森県市町村総合事務組合内の局としての位置付け）　※一部事務組合　2012年4月設立
  - 秋田県地方税滞納整理機構　※任意組織　2010年4月1日設立
  - 仙南地域広域行政事務組合(滞納整理課）　※一部事務組合　滞納整理課は2005年4月1日業務開始
  - 岩手県地方税特別滞納整理機構　※任意組織　2006年10月1日設立
  - 宮城県地方税滞納整理機構　※任意組織　2009年4月1日設立
  - 福島県会津地域地方税滞納整理機構　※任意組織　2010年2月22日設立（同年6月業務開始）
  - 白河地方広域市町村圏整備組合（滞納整理課）　※一部事務組合　滞納整理課は2014年10月業務開始
- 関東
  - 栃木県地方税特別滞納整理推進機構　※任意組織 2007年4月1日設立
  - 茨城租税債権管理機構　※一部事務組合　2001年4月1日設立
  - 千葉県滞納整理推進機構　※任意組織　2007年4月18日設立
- 中部
  - 新潟県地方税徴収機構　※任意組織 2009年4月1日設立
  - 富山県市町村総合事務組合　※一部事務組合　1962年設立
  - 福井県地方税滞納整理機構　※任意組織　2009年3月18日設立（同年4月1日業務開始）
  - 山梨県地方税滞納整理推進機構　※任意組織　2008年3月19日設立（同年4月1日業務開始）
  - 長野県地方税滞納整理機構　※広域連合　2010年12月27日設立（2011年4月1日業務開始）
  - 三重地方税管理回収機構　※一部事務組合　2004年4月1日設立
  - 静岡地方税滞納整理機構　※広域連合　2008年1月15日設立
  - 愛知県東尾張地方税滞納整理機構　※任意組織　2011年4月1日設立
  - 愛知県西尾張地方税滞納整理機構　※任意組織　2011年4月1日設立
  - 愛知県知多地方税滞納整理機構　※任意組織　2011年4月1日設立
  - 愛知県豊田尾張東部地方税滞納整理機構　※任意組織　2011年4月1日設立
  - 愛知県西三河地方税滞納整理機構　※任意組織　2011年4月1日設立
  - 愛知県東三河地方税滞納整理機構　※任意組織　2011年4月1日設立
  - 石川県央地区地方税滞納整理機構　※任意組織　2012年4月1日設立
  - 南加賀地区地方税滞納整理機構　※任意組織　2013年4月1日設立
  - 中能登地区地方税滞納整理機構　※任意組織　2014年4月1日設立
  - 奥能登地区地方税滞納整理機構　※任意組織　2014年4月1日設立
- 近畿
  - 甲賀広域行政組合（滞納整理係）　※一部事務組合　2004年10月1日設立（前身となる甲賀郡町村税滞納整理組合は1961年4月設立）
  - 滋賀地方税滞納整理機構　※任意組織 2008年設立（前身となる滋賀県地方税務協議会は2002年設立）
  - 和歌山地方税回収機構　※一部事務組合　2006年4月1日設立
  - 京都地方税機構　※広域連合　2009年8月5日設立（2010年1月業務開始）
  - 大阪府域地方税徴収機構　※任意組織　2015年4月1日業務開始
- 中四国
  - 岡山県市町村税整理組合　※一部事務組合　1958年4月1日設立
  - 鳥取中部ふるさと広域連合　※広域連合　1998年4月1日設立
  - 鳥取県地方税滞納整理機構　※任意組織　2010年4月1日設立
  - 大川広域行政組合（税務係）　※一部事務組合　1970年8月26日設立
  - 三観広域行政組合　※一部事務組合　1971年3月20日設立
  - 小豆地区広域行政事務組合　※一部事務組合　1971年10月1日設立
  - 中讃広域行政事務組合（租税債権管理機構）　※一部事務組合　1971年10月1日設立
  - 香川滞納整理推進機構　※任意組織　2005年8月設立
  - 愛媛地方税滞納整理機構(公式サイト)　※一部事務組合　2006年4月1日設立
  - 徳島滞納整理機構（徳島県市町村総合事務組合内の局としての位置付け）　※一部事務組合　2006年4月1日設立
  - 高幡広域市町村圏事務組合（租税債権管理機構）　※一部事務組合　2004年4月1日設立
  - 幡多広域市町村圏事務組合（租税債権管理機構）　※一部事務組合　2008年4月1日設立
  - 嶺北４町村滞納整理等推進機構　※任意組織　2010年4月1日設立
  - 南国・香南・香美租税債権管理機構　※一部事務組合　2012年4月1日設立
- 九州
  - 長崎県地方税回収機構　※任意組織　2009年4月設立
  - 佐賀県滞納整理推進機構　※任意組織　2009年4月1日設立

## 参考資料
- 名刺に『ロペ』とキャラクター名　徳島滞納整理機構－徳島新聞社
- 地方税滞納　香川整理機構設立へ－四国新聞社
- 三重県　広域滞納整理組織の設立について